# Брюс Дерн
Брюс Дерн  (англ. Bruce Dern; 4 червня 1936) — американський актор.

## Біографія
Брюс Дерн народився 4 червня 1936 року в місті Чикаго штат Іллінойс в сім'ї американських аристократів. Його дядько був відомий поет і драматург Арчибальд Макліш, дідусь по батьківській лінії — колишній губернатор штату Юта і Військовий міністр при Президенті Рузвельті, а Елеонора Рузвельт була навіть хрещеною матір'ю майбутнього актора. Закінчивши дві престижні школи, Брюс був зарахований в університет Пенсільванії, але через якийсь час кинув навчання та пішов в акторську студію Лі Страсберга.
У 1958 році Брюс Дерн дебютував на Бродвеї в постановці «Дотик поета», а двома роками пізніше режисер Еліа Казан запросив його на невелику роль у фільмі «Дика річка» (1960). Роль була невеликою, але достатньою для того, щоб актора помітив Альфред Гічкок. У 1964 році Гічкок запросив талановитого актора в трилер «Марні», де його партнерами по знімальному майданчику стали Тіппі Хедрен і Шон Коннері.
Завдяки дружбі з Джеком Ніколсоном, Брюс Дерн з'явився в двох фільмах Роджера Кормана: «Дикі ангели» (1966) і «Подорож» (1967). У 1969 році актор знявся у Сідні Поллака в картині «Загнаних коней пристрілюють, чи не так?».
У 1970 роки Брюс Дерн за ролі Тома Б'юкенена в драмі «Великий Гетсбі» і капітана Боба Хайда у військовій стрічці «Повернення додому» отримав номінації на «Золотий глобус», за другу роботу він ще був номінований і на «Оскар».

## Фільмографія
| Рік       |     | Українська назва                        | Оригінальна назва                     | Роль                        |
| --------- | --- | --------------------------------------- | ------------------------------------- | --------------------------- |
| 1960      | с   | Шосе 66                                 | Route 66                              | Альберт                     |
| 1961      | с   | Оголене місто                           | Naked City                            | Голліс / Нікі               |
| 1961      | с   | Морське полювання                       | Sea Hunt                              | агент Джон Фурілло          |
| 1961      | с   | Серфсайд 6                              | Surfside 6                            | Джонні Пейдж                |
| 1961      | с   | Трилер                                  | Thriller                              | Джонні Нортон               |
| 1961      | с   | Бен Кейсі                               | Ben Casey                             | Біллі Гарріс                |
| 1961      | с   | Детективи                               | The Detectives                        | Джуд Трідвелл               |
| 1961—1962 | с   | Сотня Каїна                             | Cain's Hundred                        | Едді Лайт / Джо Краєк       |
| 1962—1963 | с   | Стоні Берк                              | Stoney Burke                          | Стокер                      |
| 1962—1963 | с   | Шоу Діка Пауелла                        | The Dick Powell Show                  | Дірінг                      |
| 1962      | с   | Ріпкорд                                 | Ripcord                               |                             |
| 1963—1965 | с   | Караван возів                           | Wagon Train                           | різні ролі                  |
| 1963—1966 | с   | Утікач                                  | The Fugitive                          | різні ролі                  |
| 1963      | с   | Театр творців саспенсу                  | Kraft Suspense Theatre                | Майнард                     |
| 1963      | с   | За межею можливого                      | The Outer Limits                      | Бен Гарт                    |
| 1964      | с   | Сансет-Стріп, 77                        | 77 Sunset Strip                       | Ральф Вілер                 |
| 1964      | с   | Найвеличніше шоу на землі               | The Greatest Show on Earth            | Вернон                      |
| 1964      | с   | Година Альфреда Гічкока                 | The Alfred Hitchcock Hour             | Джессі Рой Буллок           |
| 1964—1965 | с   | Вірджинець                              | The Virginian                         | різні ролі                  |
| 1964—1965 | с   | Вертикальний зліт                       | 12 O'Clock High                       | різні ролі                  |
| 1964      | ф   | Тихше, тихше, мила Шарлотто             | Hush... Hush, Sweet Sharlotte         | Джон Мейг'ю                 |
| 1964      | ф   | Марні                                   | Marnie                                | моряк                       |
| 1965—1968 | с   | ФБР                                     | The F.B.I.                            | Рой / Браян                 |
| 1965—1969 | с   | Димок зі ствола                         | Gunsmoke                              | різні ролі                  |
| 1965      | с   | Сиром'ятний батіг                       | Rawhide                               | Ед Ренкін                   |
| 1965      | с   | Ларедо                                  | Laredo                                | Джо Даркі                   |
| 1965      | с   | Людина на ім'я Шенандоа                 | A Man Called Shenandoah               | Боббі Баллантайн            |
| 1966      | с   | Фірмовий                                | Branded                               | Лес                         |
| 1966      | с   | Одинак                                  | The Loner                             | Меррік                      |
| 1966      | с   | Діснейленд                              | Disneyland                            | Турк                        |
| 1966—1967 | с   | Бігти від твого життя                   | Run for Your Life                     | Алекс Тайдер                |
| 1966—1968 | с   | Велика долина                           | The Big Valley                        | різні ролі                  |
| 1967      | ф   | Військовий фургон                       | The War Wagon                         | Гаммонд                     |
| 1967      | ф   | Різанина в день Святого Валентина       | The St. Valentine's Day Massacre      | Джонні Мей                  |
| 1968      | ф   | Псих виходить                           | Psych-Out                             | Стів Девіс                  |
| 1968      | ф   | Повісь їх вище                          | Hang 'Em High                         | Міллер                      |
| 1968—1969 | с   | Лансьє                                  | Lancer                                | Том Невілл / Лукас          |
| 1968—1970 | с   | Бонанца                                 | Bonanza                               | Бейлісс / Куллі Мако        |
| 1969      | с   | Потім прийшов Бронсон                   | Then Came Bronson                     | Бак О'Нейлл                 |
| 1969      | ф   | Охорона замку                           | Castle Keep                           | лейтенант Біллі Брікс       |
| 1969      | ф   | Загнаних коней пристрілюють, чи не так? | They Shoot Horses, Don't They?        | Джеймс                      |
| 1970      | ф   | Порушники спокою                        | The Rebel Rousers                     | Джей Джей Вестон            |
| 1970      | с   | Земля гігантів                          | Land of the Giants                    | Торг                        |
| 1970      | с   | Високий чагарник                        | The High Chaparral                    | Вейд                        |
| 1970      | с   | Безсмертні                              | The Immortal                          | Лютер Сікомб                |
| 1971      | тф  | Хто вбив таємничого містера Фостера?    | Who Killed the Mysterious Mr. Foster? | заступник Дойл Пікетт       |
| 1971      | ф   | Він сказав поїхали                      | Drive, He Said                        | тренер Баллйон              |
| 1972      | ф   | Садовий король                          | The King of Marvin Gardens            | Джейсон Стеблер             |
| 1974      | ф   | Великий Гетсбі                          | The Great Gatsby                      | Том Б'юкенен                |
| 1975      | ф   | Загін                                   | Posse                                 | Джек Строугорн              |
| 1975      | ф   | Посмішка                                | Smile                                 | Великий Боб                 |
| 1976      | ф   | Сімейна змова                           | Family Plot                           | Джордж Ламлі                |
| 1977      | ф   | Чорна неділя                            | Black Sunday                          | капітан Майкл Дж. Ландер    |
| 1978      | ф   | Повернення додому                       | Coming Home                           | капітан Боб Гайд            |
| 1978      | ф   | Водій                                   | The Driver                            | Детектив                    |
| 1985      | тф  | Космос                                  | Space                                 | Стенлі Мотт                 |
| 1985      | тф  | Важка любов                             | Toughlove                             | Роб Чартерс                 |
| 1987      | тф  | Троянди для багатих                     | Roses Are for the Rich                | Дуглас Осборн               |
| 1987      | тф  | Хатина дядька Тома                      | Uncle Tom's Cabin                     | Сент-Клер                   |
| 1987      | ф   | Чикаго блюз                             | The Big Town                          | містер Едвардс              |
| 1987      | ф   | Знавіснілий світ                        | World Gone Wild                       | Ітан                        |
| 1988      | ф   | 1969                                    | 1969                                  | Кліфф                       |
| 1989      | ф   | Цікаві                                  | The 'Burbs                            | лейтенант Марк Рамсфілд     |
| 1989      | тф  | Плащ у раю                              | Trenchcoat in Paradise                | Джон Голландер              |
| 1990      | тф  | Трибунал Джекі Робінсона                | The Court-Martial of Jackie Robinson  | Ед Гіггінс                  |
| 1991      | тф  | У пустелі смерті                        | Into the Badlands                     | Барстон                     |
| 1991      | тф  | У Кароліні не люблять ворушити минуле   | Carolina Skeletons                    | Джуніор Стокер              |
| 1992      | ф   | Поєдинок у Діггстауні                   | Diggstown                             | Джон Гіллон                 |
| 1993      | тф  | Нічого особистого                       | It's Nothing Personal                 | Біллі Арчер                 |
| 1994      | тф  | Помста мерця                            | Dead Man's Revenge                    | Пейтон Маккей               |
| 1994      | тф  | Останній політ Амелії Ергарт            | Amelia Earhart: The Final Flight      | Джордж Путнам               |
| 1995      | тф  | Материнська молитва                     | A Mother's Prayer                     | Джон Вокер                  |
| 1995      | ф   | Дикий Білл                              | Wild Bill                             | Вілл Пламмер                |
| 1996      | ф   | Прибрати перископ                       | Down Periscope                        | адмірал Грехем              |
| 1996      | ф   | Скеля Малголланд                        | Mulholland Falls                      | шеф                         |
| 1996      | ф   | Герой-одинак                            | Last Man Standing                     | Шериф Ед Галт               |
| 1997      | тф  | Комфорт, штат Техас                     | Comfort, Texas                        |                             |
| 1998      | ф   | Солдатики                               | Small Soldiers                        | Link Static                 |
| 1998      | тф  | Ідеальна жертва                         | Perfect Prey                          | капітан Свеггерт            |
| 1999      | тф  | Круті часи: Передчуття                  | Hard Time: The Premonition            | Вінстон                     |
| 1999      | ф   | Привид будинку на пагорбі               | The Haunting                          | містер Дадлі                |
| 2000      | ф   | Неприборкані серця                      | All the Pretty Horses                 | суддя                       |
| 2001      | ф   | Скляний будинок                         | The Glass House                       | Беглейтер                   |
| 2003      | ф   | Шоу століття                            | Masked and Anonymous                  | редактор                    |
| 2003      | мс  | Цар гори                                | King of the Hill                      | Ренді Срікленд              |
| 2003      | тф  | На тому стоїмо                          | Hard Ground                           | шериф Гатч Гатчинсон        |
| 2003      | ф   | Монстр                                  | Monster                               | Томас                       |
| 2005      | ф   | Медісон                                 | Madison                               | Гаррі Волпі                 |
| 2005      | ф   | Це сталося в долині                     | Down in the Valley                    | Чарлі                       |
| 2006      | ф   | Астронавт Фармер                        | The Astronaut Farmer                  | Гел                         |
| 2006—2011 | с   | Велике кохання                          | Big Love                              | Френк Гарлоу                |
| 2007      | с   | Місце злочину: Нью-Йорк                 | CSI: NY                               | Вет                         |
| 2007      | ф   | Солодка північ                          | The Cake Eaters                       | Ізі Кімброу                 |
| 2007      | ф   | Смерть та життя Боббі Зі                | The Death and Life of Bobby Z         | оповідач                    |
| 2011      | ф   | Між                                     | Twixt                                 | шериф Боббі Лагранж         |
| 2012      | ф   | Джанґо вільний                          | Django Unchained                      | старий Карукан              |
| 2013      | тф  | Різдво Піта                             | Pete's Christmas                      | дідусь                      |
| 2013      | ф   | Небраска                                | Nebraska                              | Вуді Грант                  |
| 2014      | ф   | Кат Бенк                                | Cut Bank                              | Джорджі Вітс                |
| 2015      | ф   | Мерзенна вісімка                        | The Hateful Eight                     | генерал Сенфорд Смітерс     |
| 2018      | ф   | Білий хлопець Рік                       | White Boy Rick                        | Рей Верш                    |
| 2018      | ф   | Потвори                                 | Freaks                                | Алан Льюїс / містер Сноукон |
| 2019      | ф   | Арахісовий сокіл                        | The Peanut Butter Falcon              | Карл                        |
| 2019      | ф   | Одного разу в Голлівуді                 | Once Upon A Time In Hollywood         | Джордж Спан                 |
| 2019      | док |                                         | QT8: The First Eight                  | у ролі самого себе          |
|           | ф   |                                         | Hellblazer                            | Білл Унгер                  |